# Lydipta conspersa
Lydipta conspersa là một loài bọ cánh cứng trong họ Cerambycidae.